# Pterocephalodes bretschneideri
Pterocephalodes bretschneideri là một loài thực vật có hoa trong họ Kim ngân. Loài này được (Batalin) V. Mayer & Ehrend. mô tả khoa học đầu tiên năm 2000.